# Centre de formation du Racing Club de Strasbourg
Maillots
Le centre de formation du Racing Club de Strasbourg Alsace est un centre de formation de football implanté à Strasbourg et lié par convention au Racing Club de Strasbourg Alsace dans le but de former les jeunes joueurs du club.
C'est en 1972 qu'une structure destinée spécialement à la formation des jeunes joueurs est créée par le Racing, même si le club comprend déjà auparavant des équipes de jeunes. Un véritable centre de formation est ensuite installé dans l'enceinte du stade de la Meinau en 1974, ce qui fait du Racing un club précurseur dans ce domaine.
Après la faillite du club en 2011, il continue de fonctionner, grâce aux subventions de la ville de Strasbourg. L'équipe réserve évolue en CFA2 pour la saison 2015-2016.

## Historique

### Équipes de jeunes
Dans les premières décennies d'existence du club, le RC Strasbourg, tout comme les autres clubs professionnels français, ne dispose pas de structure spécifique pour la formation des jeunes footballeurs mais comprend néanmoins des équipes de jeunes. Plusieurs joueurs passés par les équipes de jeunes du Racing dans les années 1950 font partie de l'équipe qui remporte la Coupe de France 1965-1966. Parmi eux, les milieux défensifs Roland Merschel et Raymond Stieber ainsi que les joueurs à vocation offensive Gilbert Gress et Gérard Hausser. Ces deux derniers produits de la formation strasbourgeoise intègrent par la suite l'équipe de France.
Les jeunes espoirs du club se distinguent en 1965 en remportant la Coupe Gambardella, qui est la coupe nationale dans la catégorie d'âge des 18 ans. Cette victoire est acquise en battant en finale l'Association sportive d'Aix-en-Provence par 3-2. Plusieurs joueurs de cette équipe victorieuse réalisent par la suite une carrière professionnelle, dont Gérard Burkle et Marcel Lazarus qui ont tous les deux un contrat de footballeur professionnel au RCS de 1965 à respectivement 1970 et 1971.

### Création du centre de formation
À la fin des années 1960 et au début des années 1970, l'équipe de France et les clubs français obtiennent des résultats médiocres dans les compétitions internationales. Face à cette situation, la Fédération française de football (FFF) créée en 1970 le poste de Directeur technique national (DTN), qui est attribué à Georges Boulogne, alors sélectionneur national. Celui-ci met alors l'accent sur la formation des jeunes footballeurs et les clubs professionnels sont progressivement obligés de se doter d'un véritable centre de formation réservé aux jeunes joueurs,,.

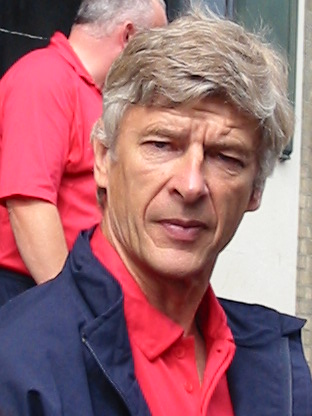
Arsène Wenger dirige le centre de formation de 1981 à 1983.

Dans ce contexte, le RC Strasbourg est un club précurseur puisqu'il se dote d'une structure spécifique destinée à la formation des jeunes joueurs à partir de 1972. À la suite des directives fédérales de Georges Boulogne, le premier centre de formation est créé en France à Nancy en 1973. Le Racing met en place un centre de formation dès 1974 et l'installe sous la tribune Est du stade de la Meinau. Ce centre est créé sous l'impulsion de Robert Domergue et de Jacques Berthommier. Le premier nommé rejoint le club en 1973 en tant que directeur technique chargé du recrutement et de la formation, alors que Jacques Berthommier est le premier entraîneur du centre en 1974 avant d'être nommé directeur de celui-ci de 1976 à 1978.
Résultat concret de la politique de formation axée sur le long terme et initiée par Robert Domergue : parmi les champions de France 1979, cinq joueurs - Albert Gemmrich, Jacques Glassmann, Jean-Jacques Marx, Léonard Specht et Roland Wagner - sont au moins partiellement formés par le Racing. Au cours des premières années du centre, l'équipe des moins de 16 ans du club se distingue en Coupe de France des cadets, aussi dénommée Challenge Paul Nicolas. Elle est finaliste de l'édition 1975 face au Nîmes Olympique, puis remporte la compétition un an plus tard en 1976 sur le score de 2-1 contre l'Olympique de Marseille.
Un autre membre de l'équipe championne de France 1979, Arsène Wenger, dirige le centre de formation entre 1981 et 1983 à l'issue de sa carrière de joueur. Dans les années 1980 Vincent Sattler, décédé accidentellement alors qu'il était un des meilleurs espoirs du football français, et José Cobos passent par le centre. Dans la décennie suivante, des joueurs comme Olivier Dacourt, Martin Djetou et Valérien Ismaël sont formés à Strasbourg,.

### Nouveau centre de formation
En raison de la vétusté de l'ancienne structure, un nouveau centre de formation est construit à proximité du stade de la Meinau sous l'impulsion du président Patrick Proisy. Le nouveau centre, inauguré en octobre 2000, comprend une halle couverte avec une pelouse synthétique de 40 mètres sur 60, également utilisée par le groupe professionnel en cas de météo défavorable. Les bâtiments, propriété du RC Strasbourg, sont construits sur un terrain municipal dont le club a la jouissance jusqu'en 2045 via un bail emphytéotique.
En 2009, le centre accueille des jeunes joueurs à partir de 16 ans : les joueurs aspirants, de 16 à 18 ans, évoluent dans l'équipe des moins de 18 ans et les stagiaires, jusqu'à 21 ans, jouent dans l'équipe réserve. Depuis 2000, des joueurs comme Cédric Kanté, Yacine Abdessadki, Éric Mouloungui ou Kevin Gameiro sont formés à Strasbourg.
Au cours des années 2000, l'équipe des 18 ans nationaux atteint la finale de Coupe Gambardella en 2003 et remporte l'épreuve en 2006. Les stagiaires de l'équipe réserve disputent le championnat de CFA ainsi que la Coupe d'Alsace, qu'ils remportent à plusieurs reprises depuis les années 2000.
En 2010 la ville de Strasbourg rachète pour 4,074 millions d'euros les bâtiments du centre de formation au club, alors en difficulté financière,. Le budget du centre s'élève pour la saison 2010-2011 à 2,5 millions d'euros et est financé pour 1,5 million d'euros par les collectivités territoriales et pour 1 million par l'entreprise RC Strasbourg.
Le recrutement des jeunes du centre de formation est axé sur les clubs alsaciens : 80 % des jeunes qui intègrent le centre sont ainsi issue de la Ligue d'Alsace de football association. De 2005 à 2011, la cellule recrutement du centre suit environ 2500 matchs de la Ligue d'Alsace, observe 15000 jeunes joueurs locaux et organise à leur destination 150 séances de travail dans le complexe sportif du centre de formation. Ce suivi local permet de recruter « plus de 50 jeunes au potentiel intéressant » sur cette période. La formation donnée par le RC Strasbourg bénéficie également aux autres clubs alsaciens puisque de nombreux jeunes passés par le centre « alimentent » ensuite ces derniers.
En 2010-2011, il a été jugé « trop onéreux » pour un club de National par le Président Jafar Hilali, qui écrit aux DNA « Je me pose une question simple. À quoi sert-il de garder un centre de formation avec un budget de 2,5 millions d’euros soit celui de trois quarts des clubs en National? ». En cas de fusion avec le FC Mulhouse, le centre de formation serait resté à Strasbourg mais le club aurait joué à Mulhouse.

### Perte de l'agrément de la fédération
La perte du statut professionnel du RC Strasbourg en 2011 n'a pas que des consequences sur les joueurs professionnels du club, dont le contrat est annulé : le centre de formation perd également son agrément de la Fédération française de football, cet agrément étant réservé aux clubs professionnels. Le centre n'est alors officiellement plus qu'une « école de football d'élite », et les jeunes joueurs sous contrat ne sont plus liés à celui-ci : tout comme les joueurs professionnels, ils ne peuvent pas faire l'objet d'un transfert et sont libres de s'engager avec un autre club. Le club perd alors de nombreux jeunes aspirants et stagiaires qui rejoignent gratuitement d'autres clubs.
Malgré cette perte d'agrément, le club, dont l'objectif est alors la remontée vers le professionnalisme, conserve son centre de formation pour notamment garder le savoir-faire des équipes d'encadrement. La ville de Strasbourg accorde en octobre 2011 une subvention de 300 000 € pour assurer le fonctionnement du centre, mais les dépenses de fonctionnement du club s'élèvent à 3,1 millions d'euros en 2011-2012 pour seulement 1,7 million d'euros de recettes. La baisse des recettes du club le contraint à réduire drastiquement le budget alloué au centre. En 2012-2013, le nombre des jeunes footballeurs pensionnaires permanents au centre de formation passe de 34 à 15. Parallèlement, les locaux du centre s'ouvrent à d'autres sports et hébergent des jeunes sportifs en formation à la SIG (Strasbourg Illkirch-Graffenstaden Basket), club de basket-ball qui dispute le championnat de France de Pro A, et à l'Étoile noire de Strasbourg, club de hockey sur glace qui évolue dans le championnat de France de Ligue Magnus.
En mai 2014, François Keller est nommé directeur du centre de formation après un passage au poste d'entraîneur de l'équipe première de 2011 à mars 2014, période pendant laquelle le club remonte du championnat de CFA 2 au CFA puis au National.

## Palmarès et classement

### Palmarès des équipes de jeunes et de la réserve
Le palmarès du centre de formation comporte une victoire dans la Coupe Gambardella 2005-2006 ainsi qu'une finale en 2003. Avant la création du centre, les jeunes espoirs du club remportent la Coupe Gambardella en 1965. L'équipe réserve du club, qui comprend de nombreux jeunes joueurs, remporte différents championnats nationaux amateur.
| Équipes de jeunes | Équipes réserves |
| --- | --- |
| - Coupe Gambardella (2) - Vainqueur en 1965 et 2006. - Finaliste en 2003. - Championnat de France des moins de 18 ans (1) - Champion en 1992,. - Tournoi de Quevilly (16 ans) - Vainqueur en 2008. - Coupe de France des cadets (1) - Vainqueur en 1976. - Finaliste en 1975. - Coupe nationale des benjamins - Finaliste en 2004. | - Division 3 - Vainqueur du groupe Est en 1980. - Division 4 - Vainqueur du groupe C en 1986 et 1988. - CFA 2 - Vainqueur du groupe C en 2011. - Coupe d'Alsace (10), - Vainqueur en 2006, 2008 et 2010. - Finaliste en 2016. |

### Classement des centres de formation
La Direction technique nationale de la Fédération française de football établit chaque année un classement des centres de formation de toutes les équipes professionnelles. Ce classement prend en compte des critères dits d'efficacité relatifs aux jeunes joueurs formés au club (nombre de contrats professionnels, nombre de matchs joués en équipe professionnelle et en sélection nationale, diplômes scolaires obtenus) ainsi qu'au statut des éducateurs. Sur un total de 32 centres de formation, celui du RC Strasbourg se classe 17e en 2007, puis 16e en 2008 et 12e en 2009. Alors en deuxième division, le Racing est classé en 2009-2010 8e de tous les clubs professionnels et premier club n'évoluant pas en Ligue 1. En 2010-2011 le RC Strasbourg, qui dispute le championnat de National soit la troisième division, parvient à se classer 11e centre de formation. Le club n'est ensuite plus présent à ce palmarès après la perte du statut professionnel.

## Joueurs formés
Ces footballeurs font partie des joueurs professionnels formés par le centre de formation :
Guillaume Lacour,
Éric Mouloungui,
Salim Arrache,
Katlego Mphela,
Sidi Keita,
Rudy Carlier,
Habib Bellaïd,
Kevin Gameiro,
Ricardo Faty,
Jean-Christophe Vergerolle,
Ali Mathlouthi,
Quentin Othon,
Mamadou Bah,
Loïc Damour,
Magaye Gueye,
Manfred Ekwe-Ebele (en),
Jérémy Abadie (en),
Martin Djetou,
Olivier Dacourt,
Jean-Alain Fanchone,
Mustapha Durak (en),
David Klein,
Morgan Schneiderlin,
Gaëtan Krebs,
Cédric Kanté,
Fabrice Ehret,
Valérien Ismaël,
Pascal Johansen,
Nicolas Bonis,
Régis Gurtner,
Kévin Sommer,
David Ulm,
Anthony Weber,
Farez Brahmia,
Cyniaque Ryvieyran,
Rafik Mezriche,
Stéphane Tritz,
Thierry Debès,
Simon Zenke.

## Galerie

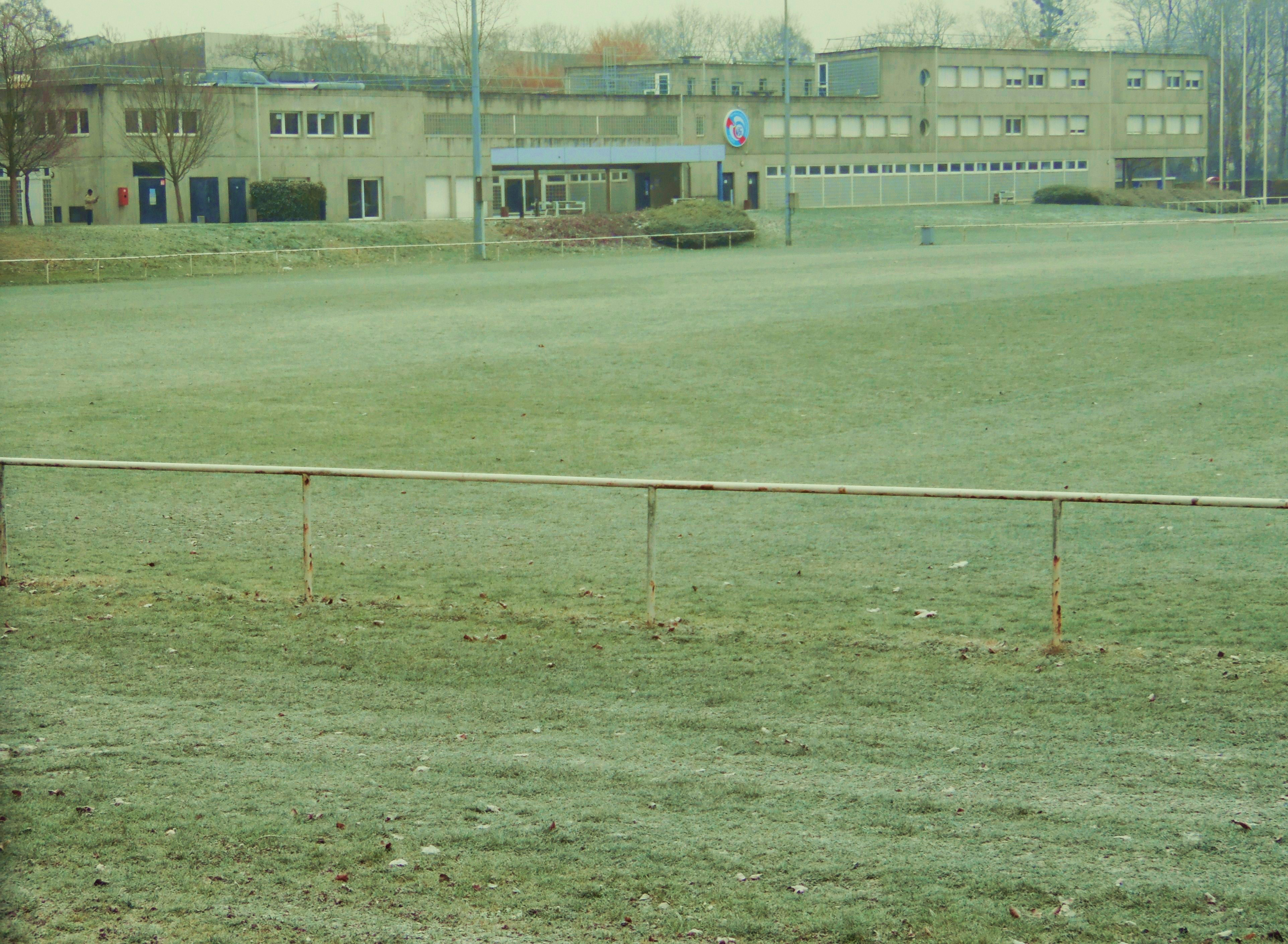
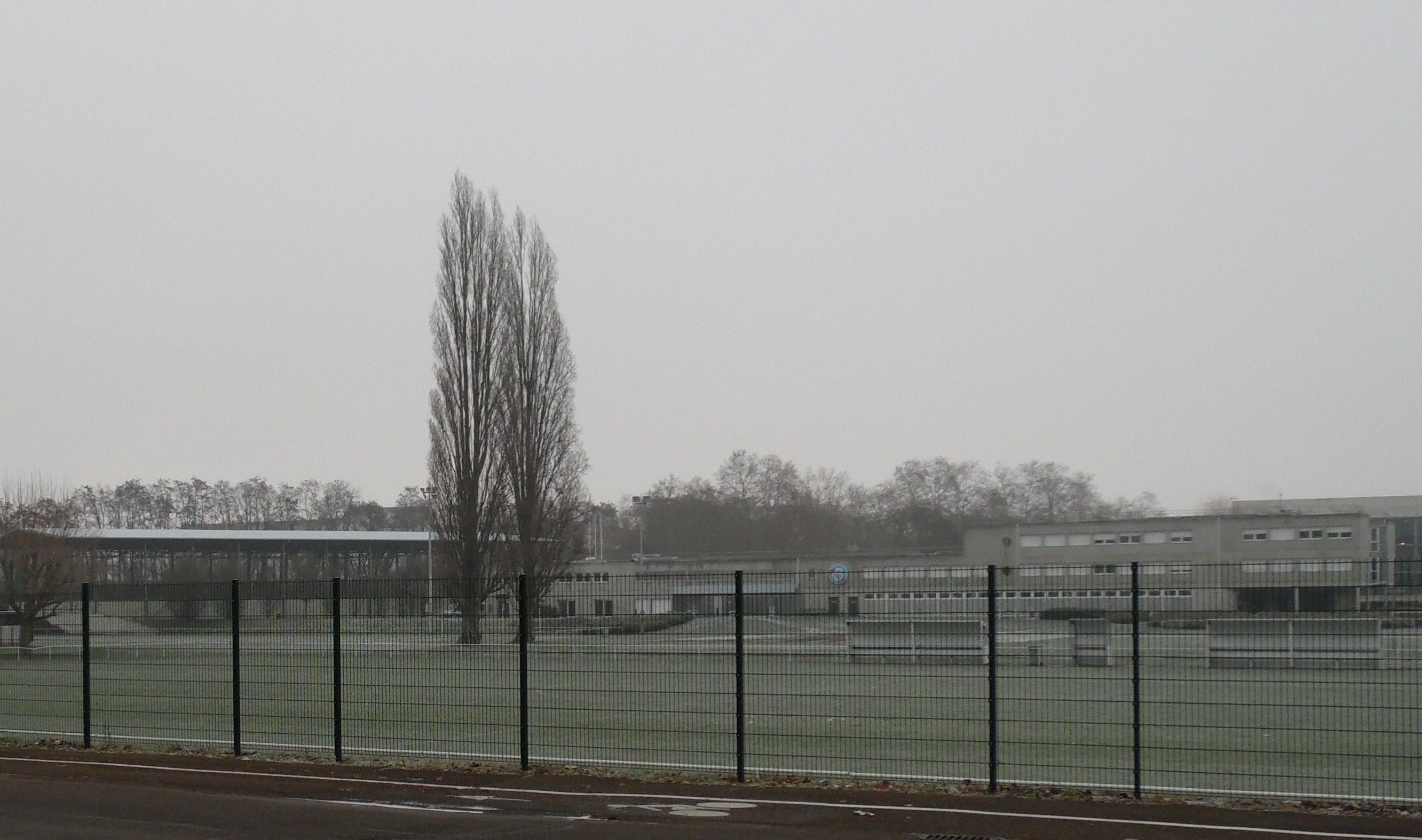
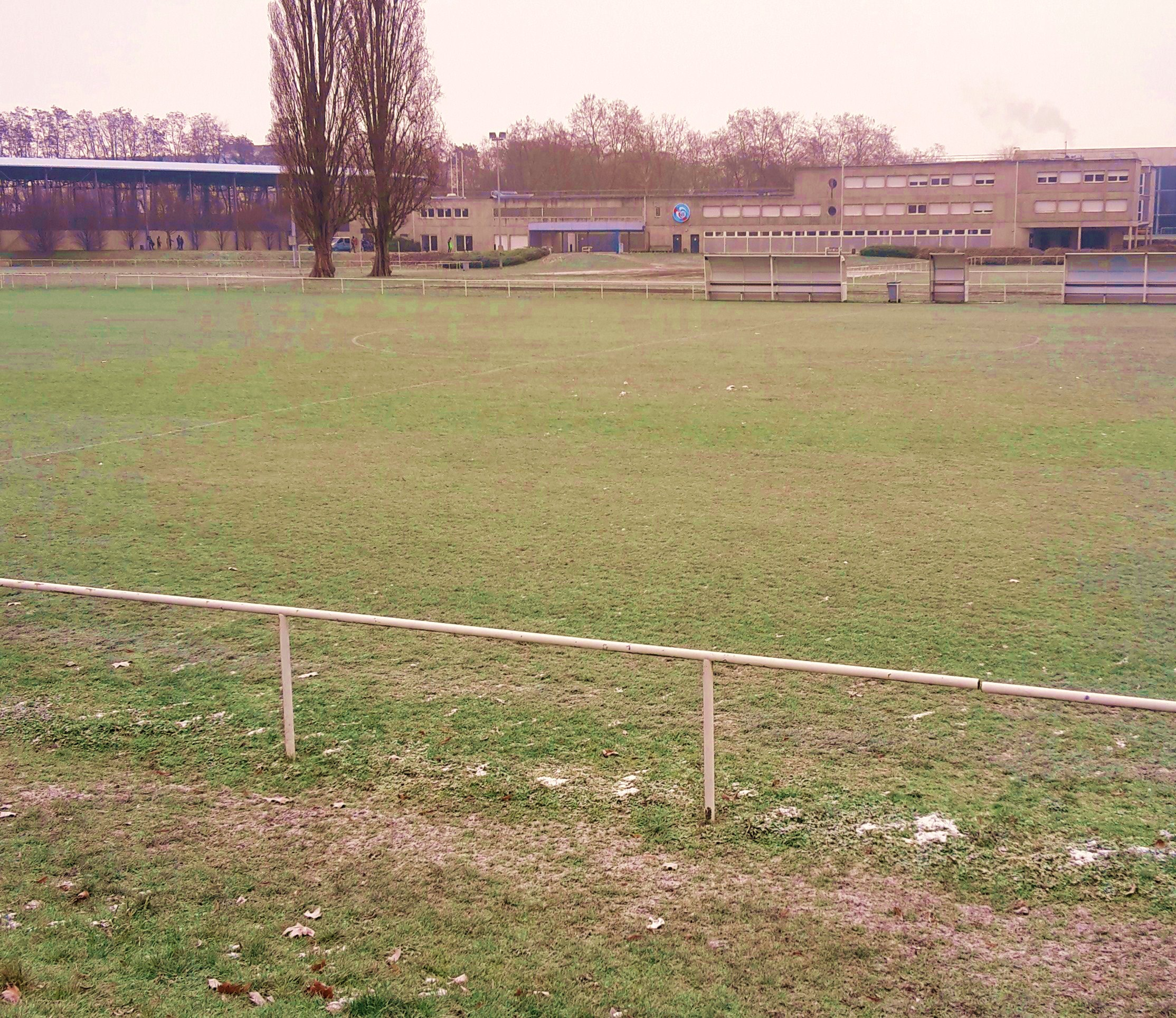